# Ákos Elekfy
Ákos Elekfy, znany również pod nazwiskiem Kirchner (ur. 2 kwietnia 1923) – węgierski łyżwiarz szybki, uczestnik igrzysk olimpijskich.
Elekfy reprezentował Węgry na Zimowych Igrzyskach Olimpijskich 1948 w Sankt Moritz. Rywalizował w biegu na 500 m, w którym został sklasyfikowany na 34. miejscu oraz na 5000 m, w którym zajął 29. miejsce.
Był zawodnikiem Budapesztańskiego klubu MTK.
Rekordy życiowe
- 500 m – 46,0 (1948)
- 1500 m – 2:28,0 (1952)
- 5000 m – 9:03,6 (1953)
- 10 000 m – 19:01,3 (1953)